# 이수원 (예술가)
이수원(스페인어: Suwon Lee, 1977년~)은 베네수엘라의 예술가이다.